# Paras Bir Bikram Shah Dev
Paras Bir Bikram Shah Dev (ur. 30 grudnia 1971 w Katmandu) – nepalski książę, jedyny syn ostatniego króla Nepalu Gyanendry, odsuniętego od władzy w 2008 roku.

## Życiorys
Książę Paras kształcił się w Saint Joseph's College w Dardżyling w Indiach. Następnie studiował administrację na Schiller International University w Wielkiej Brytanii. 

### Następca tronu
1 czerwca 2001, Paras był obecny w pałacu królewskim w czasie krwawego zamachu dokonanego przez następcę tronu, księcia Dipendrę, w którym zabił on większość rodziny królewskiej, a sam zmarł w wyniku obrażeń trzy dni później. Paras odniósł niewielkie obrażenia w masakrze i według naocznych świadków przyczynił się do uratowania życia przynajmniej trzech osób (w tym dwojga dzieci), ukrywając ich za sofą. Gyanendra, który przejął po śmierci Dipendry władzę w Nepalu, 26 października 2001 oficjalnie mianował Parasa następcą tronu.
Paras wziął udział w Expo 2005 w Aichi w Japonii, celebrując Narodowy Dzień Królestwa Nepalu. W marcu 2006 udał się do Austrii, gdzie przekazał parę nosorożców dla wiedeńskiego zoo. W lipcu 2007 premier Nepalu Girija Prasad Koirala wezwał króla Gyanendrę i księcia Parasa do abdykacji na rzecz jego małoletniego syna, księcia Hridayendry.
6 września 2007 Paras został przewieziony do szpitala wojskowego z powodu nasilających się bólów klatki piersiowej. W Norvic Hospital w Katmandu przeszedł 50 minutową operację. Jak się okazało książę przeszedł lekki zawał serca.
28 maja 2008 w Nepalu oficjalnie zniesiono monarchię. Na początku lipca 2008 książę Paras opuścił kraj i wyjechał do Singapuru.

### Życie prywatne
25 stycznia 2000 Paras poślubił Himani Rajya Laxmi. Para ma troje dzieci. Dwie córki (urodzone w 2000 i 2003) oraz syna, księcia Hridayendrę Bir Bikram Shah Dev, urodzonego w 2002 roku.

## Kontrowersje
Książę Paras jest bardzo niepopularny w Nepalu z powodu swoich incydentów z użyciem siły i innych wybryków. Powszechnie znana jest również jego słabość do alkoholu. Paras jest oskarżany o napaść na policjanta ze swoją automatyczną bronią w ręku, po tym jak miał zostać zatrzymany za jazdę pod wpływem alkoholu. W innym przypadku jest oskarżany o napaść na policjanta za zatrzymanie go z powodu jazdy bez świateł. W sierpniu 2000 Paras został oskarżony o śmiertelne potrącenie znanego piosenkarza, Praveena Gurunga. Jednak prokuratura nie wszczęła postępowania przeciw niemu, a w późniejszym czasie do czynu przyznał się nepalski żołnierz.